# Comanthus wahlbergii
Comanthus wahlbergii is een haarster uit de familie Comatulidae.
De wetenschappelijke naam van de soort werd in 1843 gepubliceerd door Johannes Peter Müller.